# 極地俱樂部冰川
62°14′S 58°32′W / 62.233°S 58.533°W
極地俱樂部冰川（英語：Polar Club Glacier），是南極洲的冰川，位於南設得蘭群島的喬治王島，處於斯特蘭傑角東北面，最終注入布蘭斯菲爾德海峽，現時由南極條約體系管理。